# جاکوب فوگلسانگ
جاکوب فوگلسانگ (اسپانیایی: Jakob Fuglsang‎؛ زادهٔ ۲۲ مارس ۱۹۸۵) یک دوچرخه‌سوار اهل دانمارک است.
او در رقابت‌های دوچرخه‌سواری المپیک ۲۰۱۶ ریو در ماده استقامت جاده سوم شد.